# Tir de joie
L'expression tir de joie ou tir de célébration désigne l'utilisation d'une arme à feu, généralement en tirant en l'air, dans le but de fêter un événement. Cette coutume est controversée dans les pays où elle est pratiquée, car les balles réelles provoquent des victimes en retombant,.
La coutume de tirer en l'air avec des armes légères, comme des fusils d'assaut kalachnikov, à l'occasion d'un événement heureux est répandue dans certains pays du Moyen-Orient. 

## Par pays

### États-Unis
Aux États-Unis, la pratique est interdite dans chacun des cinquante États, mais reste pratiquée et cause régulièrement des blessures et des morts. À Puerto Rico, des campagnes de sensibilisation débutées en 2012 ont permis de faire cesser la pratique.

### France
En Corse, tirer en l'air est une tradition pour marquer un événement joyeux, comme un mariage, le réveillon de la Saint-Sylvestre, ou la Fête nationale française. La pratique existe en Provence[Où ?] lors des mariages,,.

### Liban
Au Liban, ces tirs font chaque année une dizaine de victimes. Une campagne proposant de louer un tireur à l'occasion d'un mariage a été lancée, afin de sensibiliser pour l'organisation d'une cérémonie sans arme à feu. Cette pratique est interdite, et a été condamnée en juin 2013 par le puissant parti Hezbollah, mais reste pratiquée.

### Koweït
Dans certaines tribus du Koweït, il est de coutume de tirer en l'air lors des mariages.

### Pakistan
Avec l'augmentation de la densité de la population, la pratique de tirer en l'air est devenue plus risquée au Pakistan.

### Yémen
Les tirs de joie sont interdits au Yémen, mais répandus, notamment lors des mariages, et provoquent régulièrement des morts.

## Dangerosité
Il est difficile d'estimer la dangerosité d'une balle tirée en l'air. Cependant, on estime qu'une balle tirée verticalement a peu de chances de tuer une personne adulte, alors qu'un tir oblique est beaucoup plus dangereux. Une balle monte jusqu'à 3 kilomètres d'altitude, et en raison du vent, il est possible qu'elle atterrisse dans un rayon de trois kilomètres autour du tireur. Du fait des frottements de l'air, elle atteint une vitesse terminale d'environ 240 km/h en retombant, plus rapide pour les balles petites et lourdes, plus lente pour les balles légères et grandes.
Selon des données collectées à Los Angeles entre 1985 et 1992, le taux de mortalité des personnes touchées par des balles retombées était de près d'un tiers, contre 2 à 6 % lors des fusillades classiques. L'explication avancée est que les balles qui retombent touchent la tête, et ont une énergie suffisante pour fracasser le crâne.